# Die Zipfelbuben/Diskografie
Diese Diskografie ist eine Übersicht über die musikalischen Werke der deutschen Schlagerband Die Zipfelbuben. Ihre erfolgreichste Veröffentlichung ist die Single Olivia mit über 230.000 verkauften Einheiten.

## Alben

### Studioalben
| Jahr | Titel Musiklabel                    | Höchstplatzierung, Gesamtwochen, AuszeichnungChartplatzierungen (Jahr, Titel, Musiklabel, Platzierungen, Wochen, Auszeichnungen, Anmerkungen) | Höchstplatzierung, Gesamtwochen, AuszeichnungChartplatzierungen (Jahr, Titel, Musiklabel, Platzierungen, Wochen, Auszeichnungen, Anmerkungen) | Höchstplatzierung, Gesamtwochen, AuszeichnungChartplatzierungen (Jahr, Titel, Musiklabel, Platzierungen, Wochen, Auszeichnungen, Anmerkungen) | Anmerkungen                           |
| Jahr | Titel Musiklabel                    | DE | AT | CH | Anmerkungen                           |
| ---- | ----------------------------------- | --- | --- | --- | ------------------------------------- |
| 2007 | Volkspop Warner Music (WMG)         | — | — | — | Erstveröffentlichung: 29. Juni 2007   |
| 2009 | Party Party Party Ariola (Sony BMG) | DE7 (5 Wo.)DE | AT15 (5 Wo.)AT | — | Erstveröffentlichung: 6. März 2009    |
| 2011 | Jetzt wird es heiß Ariola (Sony)    | — | — | — | Erstveröffentlichung: 28. Januar 2011 |
| 2018 | Tanz Tanz Tanz Telamega (WMG)       | DE68 (1 Wo.)DE | — | — | Erstveröffentlichung: 16. März 2018   |

### EPs
| Jahr | Titel Musiklabel                                | Anmerkungen                             |
| ---- | ----------------------------------------------- | --------------------------------------- |
| 2022 | Weihnachts-Party-Medley Madizin Music (Madizin) | Erstveröffentlichung: 18. Dezember 2022 |

## Singles

### Als Leadmusiker
| Jahr | Titel Album                               | Höchstplatzierung, Gesamtwochen, AuszeichnungChartplatzierungen (Jahr, Titel, Album, Platzierungen, Wochen, Auszeichnungen, Anmerkungen) | Höchstplatzierung, Gesamtwochen, AuszeichnungChartplatzierungen (Jahr, Titel, Album, Platzierungen, Wochen, Auszeichnungen, Anmerkungen) | Höchstplatzierung, Gesamtwochen, AuszeichnungChartplatzierungen (Jahr, Titel, Album, Platzierungen, Wochen, Auszeichnungen, Anmerkungen) | Anmerkungen                                                                                                |
| Jahr | Titel Album                               | DE | AT | CH | Anmerkungen                                                                                                |
| ---- | ----------------------------------------- | --- | --- | --- | --- |
| 2006 | Kedeng, Kedeng! Volkspop                  | DE47 (6 Wo.)DE | — | — | Erstveröffentlichung: 3. Februar 2006 Original: Guus Meeuwis & Vagant – Per spoor                          |
| 2006 | Der Teufel und der junge Mann Volkspop    | DE81 (8 Wo.)DE | — | — | Erstveröffentlichung: 14. Juli 2006 Original: Paola                                                        |
| 2009 | Hier im Dschungel Party Party Party       | DE6 (9 Wo.)DE | AT25 (5 Wo.)AT | — | Erstveröffentlichung: 16. Januar 2009 feat. Dschungel-Allstars 2009 Original: Village People – In the Navy |
| 2009 | Mein Tuut Tuut Party Party Party          | — | — | — | Erstveröffentlichung: 22. Mai 2009 Original: Rockin’ Sidney – My Toot Toot                                 |
| 2009 | Ring the Bell Party Party Party           | — | — | — | Erstveröffentlichung: 2. Dezember 2009                                                                     |
| 2011 | Jetzt wird es heiss –                     | DE80 (1 Wo.)DE | — | — | Erstveröffentlichung: 14. Januar 2011 feat. Dschungel-Allstars 2011                                        |
| 2015 | Faultier –                                | — | — | — | Erstveröffentlichung: 17. Juli 2015                                                                        |
| 2017 | Nimm die Beine in die Hand Tanz tanz tanz | — | — | — | Erstveröffentlichung: 24. März 2017                                                                        |
| 2017 | Eine Muh, eine Mäh –                      | — | — | — | Erstveröffentlichung: 15. Dezember 2017 Original: Wilhelm Lindemann – Der Weihnachtsmann kommt             |
| 2019 | Monika Tanz tanz tanz                     | — | — | — | Erstveröffentlichung: 11. Januar 2019 feat. Peter Orloff                                                   |
| 2019 | Stefanie –                                | — | — | — | Erstveröffentlichung: 26. April 2019                                                                       |
| 2021 | Mein Zuhause –                            | — | — | — | Erstveröffentlichung: 4. Juni 2021                                                                         |
| 2022 | Olivia –                                  | DE2 Gold · (19 Wo.)DE | AT5 Platin · (13 Wo.)AT | CH21 (9 Wo.)CH | Erstveröffentlichung: 24. Juni 2022 Verkäufe: + 230.000; feat. DJ Cashi                                    |
| 2022 | Laila –                                   | — | — | — | Erstveröffentlichung: 21. Oktober 2022                                                                     |
| 2022 | O Tannenbaum Weihnachts-Party-Medley      | — | — | — | Erstveröffentlichung: 18. November 2022 feat. Mia Julia; Original: Traditional                             |

### Als Gastmusiker
| Jahr | Titel Musiklabel                     | Anmerkungen                                                                    |
| ---- | ------------------------------------ | ------------------------------------------------------------------------------ |
| 2022 | Wap Bap –                            | Erstveröffentlichung: 20. September 2022 Erik vom Strand feat. Die Zipfelbuben |
| 2022 | Heut gehn wir morgen erst ins Bett – | Erstveröffentlichung: 30. September 2022 Funky Marys feat. Die Zipfelbuben     |

## Musikvideos
| Jahr | Titel                      | Regisseur(e)     |
| ---- | -------------------------- | ---------------- |
| 2009 | Hier im Dschungel          | Erik Lattwein    |
| 2009 | Mein Tuut Tuut             | Erik Lattwein    |
| 2009 | Ring the Bell              | Erik Lattwein    |
| 2009 | Jetzt geht es wieder los   | Andreas Z. Simon |
| 2011 | Jetzt wird es heiss        | Erik Lattwein    |
| 2017 | Nimm die Beine in die Hand |                  |
| 2018 | Normal kann jeder          |                  |
| 2018 | Konfetti                   |                  |
| 2021 | Mein Zuhause               |                  |
| 2022 | Olivia (Remix)             |                  |
| 2022 | O Tannenbaum               |                  |
| 2022 | O du fröhliche             |                  |
| 2022 | Weihnachts-Party-Medley    |                  |

## Sonderveröffentlichungen

### Alben
| Jahr | Titel Musiklabel                | Anmerkungen                                                           |
| ---- | ------------------------------- | --------------------------------------------------------------------- |
| 2022 | LieblingsSchlager DA Music (DA) | Erstveröffentlichung: 27. Mai 2022 Teil der „LieblingsSchlager“-Reihe |

### Lieder
| Jahr | Titel Musiklabel                   | Anmerkungen                                                |
| ---- | ---------------------------------- | ---------------------------------------------------------- |
| 2009 | Jetzt geht es wieder los Dein Song | Erstveröffentlichung: 20. November 2009 mit Marius Neumann |

## Promoveröffentlichungen
| Jahr | Titel Musiklabel                       | Anmerkungen                                                                        |
| ---- | -------------------------------------- | ---------------------------------------------------------------------------------- |
| 2022 | O du fröhliche Weihnachts-Party-Medley | Erstveröffentlichung: 25. November 2022 feat. Julian Sommer; Original: Traditional |

## Statistik

### Chartauswertung
|                     | DE    | AT    | CH    |
| ------------------- | ----- | ----- | ----- |
| Nummer-eins-Alben   | DE—DE | AT—AT | CH—CH |
| Top-10-Alben        | DE1DE | AT—AT | CH—CH |
| Alben in den Charts | DE2DE | AT1AT | CH—CH |

|                       | DE    | AT    | CH    |
| --------------------- | ----- | ----- | ----- |
| Nummer-eins-Singles   | DE—DE | AT—AT | CH—CH |
| Top-10-Singles        | DE2DE | AT1AT | CH—CH |
| Singles in den Charts | DE5DE | AT2AT | CH1CH |

### Auszeichnungen für Musikverkäufe
Anmerkung: Auszeichnungen in Ländern aus den Charttabellen bzw. Chartboxen sind in ebendiesen zu finden.
| Land/RegionAuszeichnungen für Musikverkäufe (Land/Region, Auszeichnungen, Verkäufe, Quellen) | Gold  | Platin  | Verkäufe | Quellen           |
| -------------------------------------------------------------------------------------------- | ----- | ------- | -------- | ----------------- |
| Deutschland (BVMI)                                                                           | Gold1 | —       | 200.000  | musikindustrie.de |
| Österreich (IFPI)                                                                            | —     | Platin1 | 30.000   | ifpi.at           |
| Insgesamt                                                                                    | Gold1 | Platin1 |          |                   |